# لطيفة (اسم)
لطيفة هو اسم علم مؤنث من أصل عربي، ومعناه هو الرفيقة الموافقة المتقاربة من الفعل وفق الأمر.

## شخصيات تحمل الاسم
- لطيفة (مغنية تونسية، 14 فبراير 1961 – )
- لطيفة أخرباش (1960 – )
- لطيفة أوشاكي (سياسية تركية، 17 يونيو 1898[2] – 12 يوليو 1975)
- لطيفة الحباشي (سياسية من تونس، 13 أغسطس 1972 – )
- لطيفة الزيات (ناشطة مصرية، 8 أغسطس 1923[3] – 11 سبتمبر 1996)
- لطيفة القعود (1956 – )
- لطيفة ابن زياتن (1960 – )
- لطيفة بن منصور (كاتبة جزائرية، 1950[4][5] – )
- لطيفة بنت محمد بن راشد آل مكتوم (5 ديسمبر 1985 – )
- لطيفة حمو (1945 – )

## وصلات خارجية
- موسوعة السلطان قابوس لأسماء العرب نسخة محفوظة 5 أبريل 2019 على موقع واي باك مشين.